# كونستانتين ستانكو
كونستانتين ستانكو (بالرومانية: Constantin Stancu)‏ (2 أكتوبر 1956 في رومانيا - ) هو مدرب كرة قدم ولاعب كرة قدم روماني في مركز قلب الدفاع. شارك مع منتخب رومانيا لكرة القدم. أما مع النوادي، فقد لعب مع أرغيس بيتيشت ‏.

## مسيرته الكروية
لعب كونستانتين ستانكو خلال مسيرته الاحترافية مع نادِ واحدٍ في أربعة عشر موسمًا وسجل خلالها هدفًا واحدًا ضمن 445 مباراة. ولم يفز بأي موسم بالكأس وفاز في موسم واحد بالدوري.
خاض كونستانتين ستانكو مسيرته مع أرغيس بيتيشت ‏ في موسم 1976–77 ليلعب معه أربعة عشر موسمًا، مشاركًا في 445 مباراة سجل خلالها هدفًا واحدًا.

## وصلات خارجية
- كونستانتين ستانكو على موقع قاعدة بيانات كرة القدم.إي يو (الإنجليزية)
- كونستانتين ستانكو على موقع ناشيونال فوتبول تيمز (الإنجليزية)
- كونستانتين ستانكو على موقع عالم كرة القدم.نت (الإنجليزية)